# Тобол (фильм)
«Тобо́л» — российская историческая драма режиссёра Игоря Зайцева, снятая кинокомпанией «Solivs» по мотивам одной из сюжетных линий одноимённого романа Алексея Иванова. В российском прокате с 21 февраля 2019 года. Телевизионная премьера фильма состоялась 21 ноября 2021 года на «Первом канале».
Роман «Тобол» (2017) вырос из идеи Олега Урушева и киносценария, который он заказал пермскому писателю А. Иванову. По окончании кинопроката расширенная 8-серийная телеверсия фильма транслировалась на «Первом канале» с 26 октября по 5 ноября 2020 года.

## Сюжет
Фильм основан на реальных исторических событиях начала XVIII века. Молодой офицер петровской гвардии Иван Демарин по указу царя отправляется в столицу Сибирской губернии — Тобольск. Здесь Иван встречает свою любовь — Машу Ремезову, дочь известного историка Сибири Семёна Ремезова. Главные герои вместе участвуют в экспедиции полковника И. Д. Бухгольца 1714—1716 гг. в поисках торгового города Яркенда в Кашгарии и золотых месторождений реки Раскемдарьи. Основанную экспедицией на краю казахских степей Ямышевскую крепость, в которой зимует войско, осаждают вторгшиеся из Центральной Азии полчища джунгаров.

### Различия кинофильма и телесериала
- В экранной киноверсии совсем отсутствуют светлейший князь Александр Меньшиков, картограф Страленберг, украинский полковник Новицкий, сибирские охотники, раскольники, духовные миссионеры и налоговые органы.
- Джунгарский плен в кинокартине длится несколько дней. В жизни пленных отпустили только через несколько лет.
- Сериал завершается сценой драки Петра с мёртвым телом Матвея Гагарина. В кинофильме этого нет.

## В ролях
- Дмитрий Дюжев — Пётр I, государь всероссийский
- Екатерина Гусева — Екатерина I, царица и императрица (с 1721 г.)
- Павел Майков — Александр Данилович Меншиков
- Евгений Дятлов — князь Матвей Петрович Гагарин, губернатор Сибирский
- Сергей Степанченко — полковник Чередов, воевода Сибирских казаков
- Сергей Осинцев — Карп Изотович Бибиков, обер-комендант Тобольска
- Игорь Зайцев — обер-фискал Алексей Яковлевич Нестеров
- Евгений Данчевский — митрополит Святой Иоанн Тобольский
- Евгений Мундум — Филофей, креститель земли Сибирской
- Кирилл Запорожский — Григорий Ильич Новицкий, ссыльный украинский полковник, сподвижник Филофея
- Ян Гэ — лесные охотницы Айкони и Хомани (сёстры-близняшки)
- Вольфганг Черни — Филипп Иоганн Табберт фон Страленберг, пленный шведский капитан, картограф
- Александр Лазарев-мл. — Иван Дмитриевич Бухгольц, командир Тобольского драгунского полка
- Дмитрий Назаров — Семён Ульянович Ремезов, летописец, картограф, историк и архитектор Тобольска
- Иван Колесников — Семён Семёнович Ремезов
- Юлия Макарова — Мария Семёновна Ремезова, возлюбленная Ивана Демарина
- Илья Маланин — Иван Данилович Демарин, поручик, а впоследствии капитан
- Павел Табаков — Пётр Семёнович Ремезов, молодой барабанщик
- Еркебулан Дайыров — Онхудай, джунгарский принц-заисанг
- Андрей Бурковский — Йохан Густав Ренат, пленный шведский унтер-офицер
- Филипп Рейнхардт — пленный немецкий солдат Михаэль Цимс
- Агата Муцениеце — Бригитта Кристина, жена Цимса
- Илья Антоненко — капитан Ожаровский
- Александр Панов — поручик Назимов
- Камиль Ларин — Ходжа Касым, бухарский купец, враг князя Гагарина
- Сейдулла Молдаханов — Пантилла Алачеев, обер-комендант города Берёзов
- Михаил Евланов — Ерофей, сибирский казак
- Ксения Лаврова — Епифания, ссыльная раскольница
- Владимир Афанасьев — переводчик с китайского Чонга, потомок албазинских казаков
- Даулет Абдыгапаров — Бату, начальник конницы
- Айдос Бектемиров — Церен Дондоб, верховный вождь джунгар